# Victor Dubugras

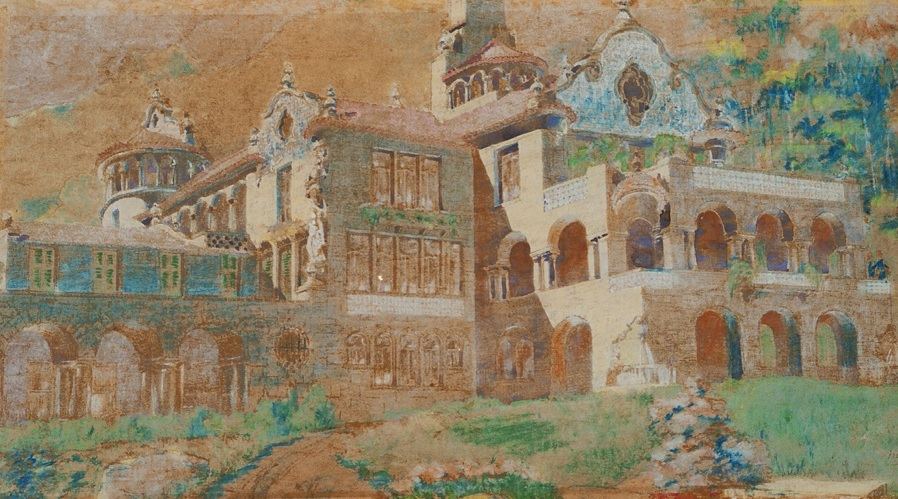
Acuarela de Victor Dubugras.

Victor Dubugras (Sarthe, 1868 - Teresópolis, 1933) fue un arquitecto brasileño nacido en Francia y que pasó su juventud en Argentina.
Desarrolló muy distintos estilos, desde el neogótico, con influencias de Viollet le-Duc y de los Arts and Crafts de William Morris, al eclecticismo, al art nouveau y el neocolonialismo.
Obtuvo la medalla de oro de la Exposición general de Bellas Artes de Río de Janeiro (1916), y la medalla de plata en el Congreso Panamericano de Arquitectos de Buenos Aires (1927).